# Colmen
 Colmen  es una población y comuna francesa, en la región de Alsacia-Champaña-Ardenas-Lorena, departamento de Mosela, en el distrito de Boulay-Moselle y cantón de Bouzonville.

## Demografía
| 209 | 220 | 235 | 188 | 196 | 209 |
| Para los censos de 1962 a 1999 la población legal corresponde a la población sin duplicidades (Fuente: INSEE [Consultar]) |     |     |     |     |     |